# Brimfull Beck
Der Brimfull Beck ist ein kleiner Fluss im Lake District, Cumbria, England. Der Brimfull Beck bildet den Abfluss des Low Tarn und entsteht an dessen südwestlichem Ende. Der Brimfull Beck fließt in südlicher Richtung bis zu seiner Mündung in den Over Beck.